# Pfarrkirche Lannach

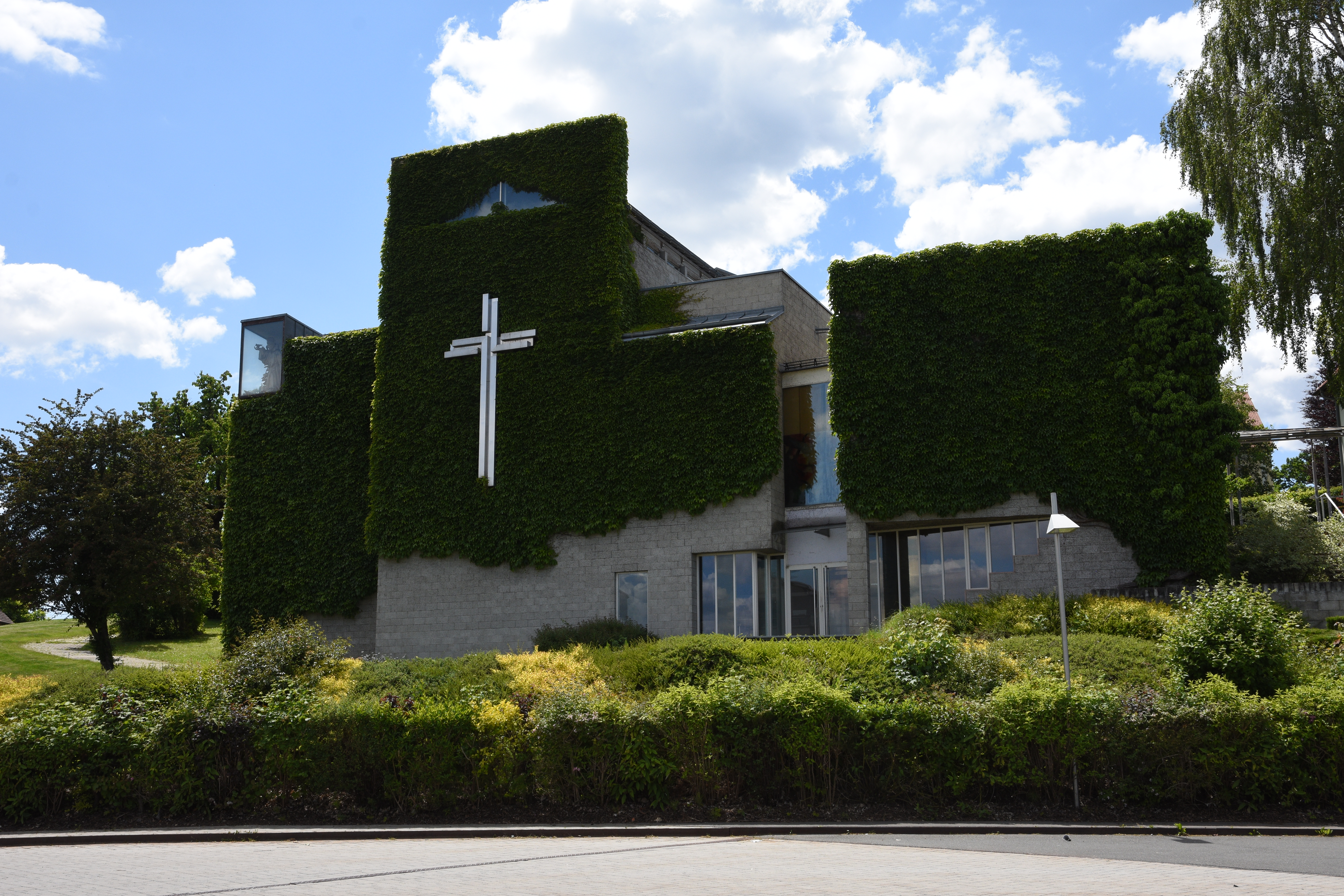
Außenansicht der Kirche

Die Pfarrkirche Lannach ist die römisch-katholische Pfarrkirche der Pfarre Lannach. Lannach ist eine Marktgemeinde in der Weststeiermark. Die Pfarre gehört zum Seelsorgeraum Kaiserwald der Region Steiermark Mitte in der Diözese Graz-Seckau. Patron der Kirche ist der heilige Franz von Assisi (4. Oktober).

## Lage
Die Kirche steht im nordöstlichen Teil der Gemeinde Lannach am Nordosthang eines Riedels, im Norden des Ortes Lannach. Sie befindet sich auf einer Seehöhe von rund 350 Metern, am südlichen Ufer der Kainach im mittleren Kainachtal, auch als Kainachboden bekannt. Etwa 100 Meter nördlich der Kirche verläuft die Radlpass Straße (B 76). Direkt östlich und südlich führt die von der Radlpass Straße abzweigende und durch den Ort Lannach führende Hauptstraße vorbei. Die Kirche liegt an einem von der Hauptstraße nach Norden abzweigenden Weg und hat die Adresse Kirchplatz 1. In Nachbarschaft zur Kirche befindet sich etwa 80 Meter nordwestlich das Schloss Lannach sowie rund 50 Meter nordöstlich die Steinhalle, eine Veranstaltungshalle.

## Geschichte
Lannach und sein Umland war seit seiner wohl auf das 12. Jahrhundert zu datierenden Gründung seelsorgerisch von den beiden Pfarren Mooskirchen und Sankt Stefan ob Stainz betreut worden. Im Zuge der durch die josephinischen Reformen erfolgten Pfarrregulierungen wurde Lannach ab 1786 von der Pfarre Dobl aus seelsorgerisch versorgt.
Nach dem Ende des Zweiten Weltkrieges wurde in der Bevölkerung der Wunsch nach seelsorglicher Eigenständigkeit immer größer. Der Unternehmer, Politiker und Besitzer des Schlosses Lannach Franz Kandler stiftete deshalb einen an der Schlosszufahrt gelegenen ehemaligen und auf das Jahr 1810 datierten Pferdestall, um ihn in eine Kirche umbauen zu lassen. Dieser Pferdestall soll laut Aufzeichnungen im Schloßarchiv bereits im 19. Jahrhundert umgestaltet worden sein um als Kirche genutzt zu werden. Eine Widmung als Kirche erfolgte allerdings nicht. Dem Pferdestall wurde 1948 außen und innen umgestaltet und ein Kirchturm aufgesetzt. Der Innenraum wurde nach den Plänen des Grazer Architekten Karl Lebwohl gestaltet, die künstlerische Ausstattung erfolgte durch den Bildhauer Rodolfo Zilli. Die liturgischen Geräte und andere Ausstattungsgegenstände wurden aus der alten Schloßkapelle überstellt. Die so geschaffene Stallkirche wurde am 24. Oktober 1948 geweiht. Der Maler Werner Augustiner schuf das Altarbild, welches auf Wunsch des Kirchenstifters Kandlers die Geburt Jesu im Stall zu Bethlehem darstellt. Dabei wurde der sonst in der Geburtsszene übliche Esel durch ein Pferd ersetzt. Den Bildwunsch begründete Kandler damit das die jetzige Kirche ja zuvor als Stall genutzt worden war und er im Ersten Weltkrieg als Dragoneroffizier gedient hatte. Das fertige Bild gefiel Kandler aber nicht, sodass es nie in der Pfarrkiche aufgehängt wurde, sondern 1970 in die Pfarrkirche Graz-Waltendorf überstellt wurde. Statt Augustiner wurde schließlich der Maler Toni Hafner mit der Schaffung eines Altarbildes, zwei weiterer Bilder sowie der Kreuzwegbilder beauftragt.
Vom bischöflichen Ordinariat in Graz wurde am 1. Mai 1949 der zuvor in der Stationskaplanei Graz-Autal tätige August Leitinger als ständiger Seelsorger und Kurat eingesetzt. Unter Leitingers Führung wurde auch 1961  ein Pfarrhaus sowie 1950 ein eigener Friedhof in Lannach errichtet. Leitinger setzte sich für die pfarrliche Eigenständigkeit von Lannach ein, so gab es die, in Anlehnung an die Los-von-Rom-Bewegung benannte Los-von-Dobl-Bewegung. Am 1. Mai 1962 wurde Lannach schließlich zu einer eigenständigen Pfarre erhoben, sie ist damit die jüngste Pfarre im Bezirk Deutschlandsberg.
Ab den 1970er-Jahren konnte man Schäden an der Bausubstanz der Kirche ablesen. Vor allem da sich auch das Fundament als brüchig erwies, bewog auch die zur Beratung herangezogenenen Fachleute des Bundesdenkmalamtes dazu aus Sicherheitsgründen von der Erhaltung des Bauwerkes abzusehen. Da ein Neubau anstand gab es zu Beginn der 1980er-Jahre in der Pfarrgemeinde eine Diskussion ob man den alten Kirchenstandort beibehalten soll oder ob man die neue Kirche näher im Gemeindezentrum am Oisnitzbach errichten soll. Davon unabhängig hatte die die Diözese Graz-Seckau bereits einen baukünstlerischen Wettbewerb für den Kirchenneubau ausgeschrieben. Es wurden 18 Entwürfe eingereicht, die alle einen Neubau am Standort der alten Kirche vorsahen. Das Preisgericht unter dem Vorsitz des Architekten und Universitätsprofessors Franz Riepl tage am 9. und 10. November 1984. Dabei belegte der von Volker Giencke und Co. vorgelegte Entwurf den ersten Platz. Das Bischöfliche Bauamt bezog in seiner Auftragsvergabe aber auch die Wünsche der Lannacher Pfarrbevölkerung ein, weshalb schließlich der drittplatzierte Bauentwurf von Walter Pernthaler umgesetzt wurde.
Am 25. Mai 1986 erfolgte der erste Spatenstich durch den Pfarrer August Jamnig. Die alte Stallkirche wurde im Frühjahr 1987 vollständig abgetragen und mit dem Neubau begonnen. Die heutige Kirche wurde am 4. Oktober 1987 eingeweiht.

## Architektur und Ausstattung

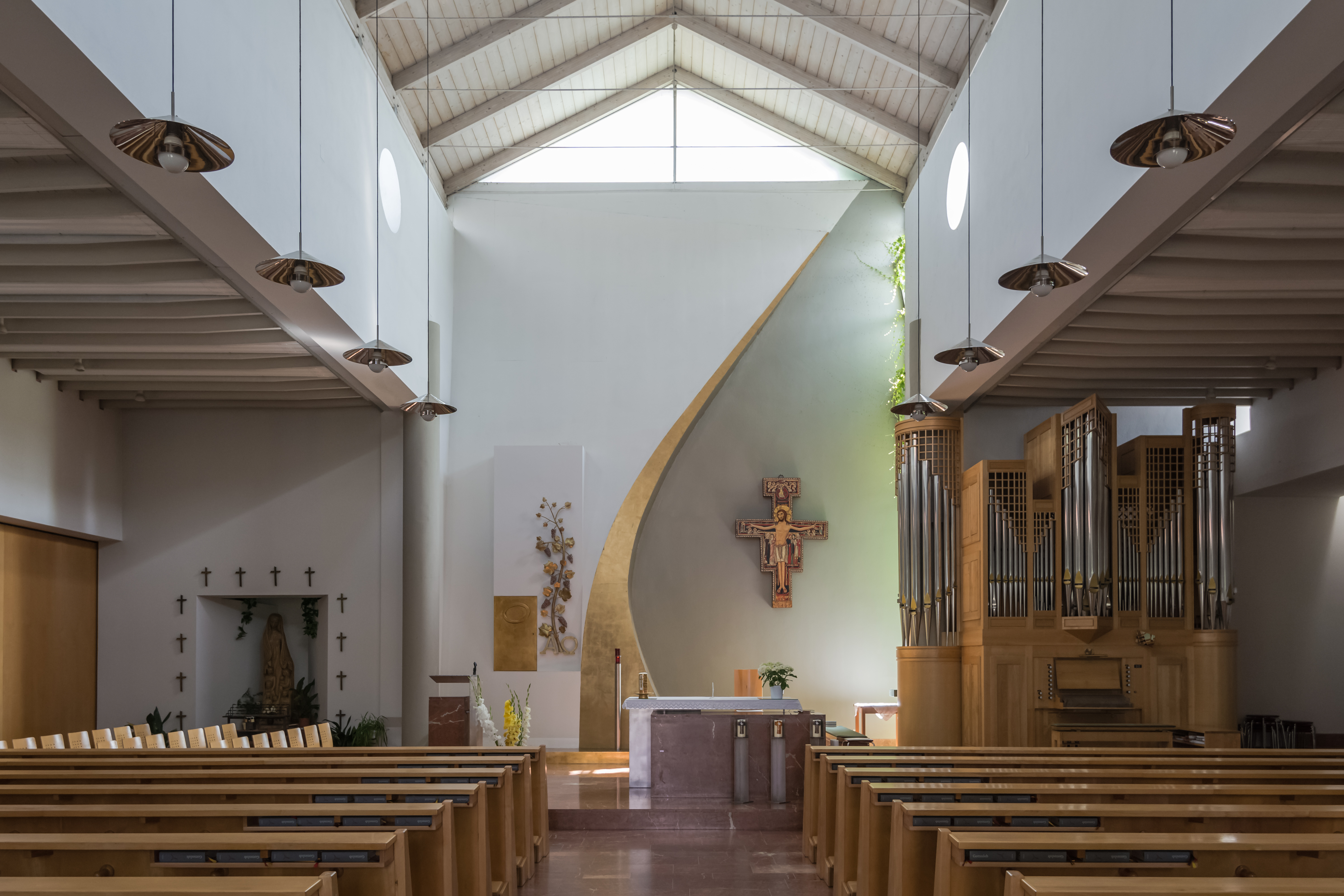
Innenraum mit Blick zum Altar

Die Kirche mit einem freistehenden Campanile ist an einer dreischiffigen Basilika orientiert. Das Mittelschiff hat einen offenen Dachstuhl und wird durch ein Dreiecksfenster im Giebel an der Altarseite sowie zwei Okuli im Obergaden beleuchtet.
Das oberste Geschoß des Glockenturms ist teilweise verglast, sodass der Blick auf die Glocken frei ist. Der Turm ist mit einem gläsernen Zeltdach bedeckt. Am Fuß des Turms befindet sich das Hochrelief Dio des italienischen Bildhauers Rodolfo Zilli.
Die Kirche ist innen weiß verputzt und schlicht ausgestattet. Die Wand hinter dem Altar, in die der vergoldete Tabernakel eingelassen ist, ist mit einem Alpha und Omega und einem Rebenzweig mit Trauben sowie einem farbig gefassten Kruzifix mit Engelsköpfen und weiteren Assistenzfiguren ausgestattet. Eine Nische im Seitenschiff beherbergt die Holzskulptur einer Schutzmantelmadonna.
Die Orgel im Seitenschiff, ein Werk des slowenischen Orgelbauers Anton Škrabl, stammt aus dem Jahre 2000.

## Glocken

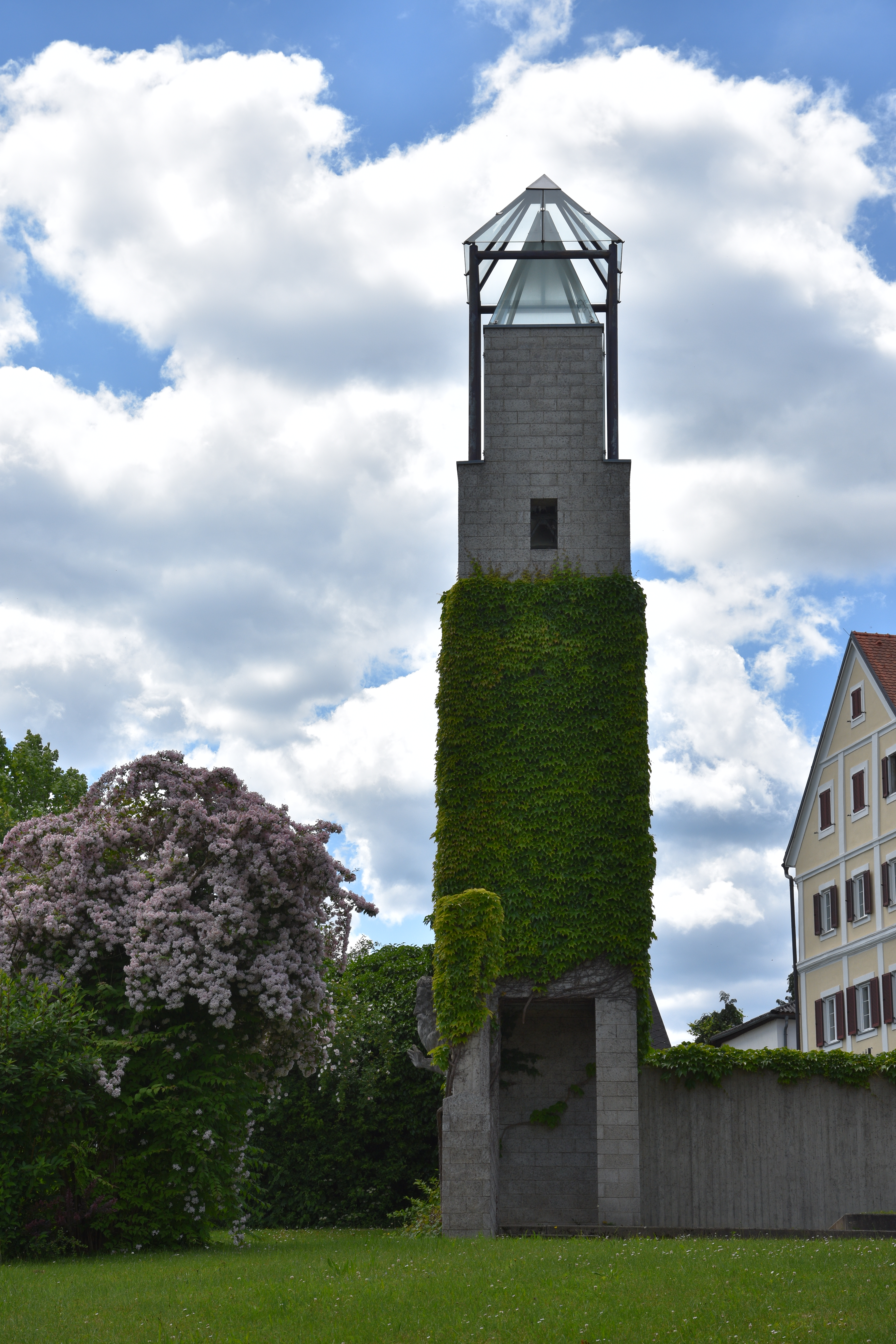
Turm der Pfarrkirche

Im Turm hängen insgesamt 3 Glocken in den Tönen e2, cis2 und h1. Alle 3 Glocken wurden 1987 von der Glockengießerei Grassmayr in Innsbruck gegossen. Sie hängen übereinander in einem Stahlglockenstuhl mit gekröpften Jochen. Die Schlagtöne ergeben ein Gloria-Motiv.

## Pfarre
Der Pfarrsprengel der Pfarre Lannach wurde am 1. Mai 1962 geschaffen. Davor war das heutige Pfarrgebiet bis 1786 auf die beiden Pfarren Mooskirchen und Sankt Stefan ob Stainz aufgeteilt. Der nach Mooskirchen eingepfarrte Teil Lannachs kam 1786 im Zuge der josephinischen Reformen an die Pfarre Dobl. Die Pfarre gehörte seit ihrer Gründung zum Dekanat Graz-Land. Nach der Auflösung des Dekanats Graz-Land im Jahr 2018 im Rahmen einer Strukturreform gehört die Pfarre seit dem 1. September 2020 zum Seelsorgeraum Kaiserwald der Region Steiermark Mitte; die Pfarrer stellt die Diözese.
Das Pfarrgebiet umfasst einen großen Teil des Gemeindegebietes von Lannach, wie es seit der Gemeindezusammenlegung von 1969 besteht, deckt es aber nicht vollständig ab. Zum Pfarrsprengel gehören neben der namensgebenden Ortschaft Lannach mit den Rotten Heuholz, Lannachberg und Schoberberg sowie der Siedlung Neuwiese, die Ortschaft Blumegg mit der Rotte Teiplberg, die Ortschaft Breitenbach in der Weststeiermark mit den beiden Dörfern Hötschdorf und Sajach und der Rotte Oberblumegg sowie die Ortschaft Teipl mit den Rotten Launegg und Frauengraben. Die westlich des Teipl Baches gelegenen Ortsteile verblieben bei der Pfarre Sankt Stefan ob Stainz. Zur Pfarre Lannach gehören auch noch Teile der zur Marktgemeinde Dobl-Zwaring gehörenden Dörfer Weinzettl und Weinzettlberg.
Zur Pfarre gehört neben der Pfarrkirche auch noch die während des Zweiten Weltkrieges erbaute Messkapelle Mariä Unbefleckte Empfängnis in Sajach, welche die Messlizenz im April 1946 vom Seckauer Fürstbischof Ferdinand Stanislaus Pawlikowski erhielt.